# Phragmanthera usuiensis
Phragmanthera usuiensis är en tvåhjärtbladig växtart. Phragmanthera usuiensis ingår i släktet Phragmanthera och familjen Loranthaceae.

## Underarter
Arten delas in i följande underarter:
- P. u. sigensis
- P. u. usuiensis